# Vicente Boluda

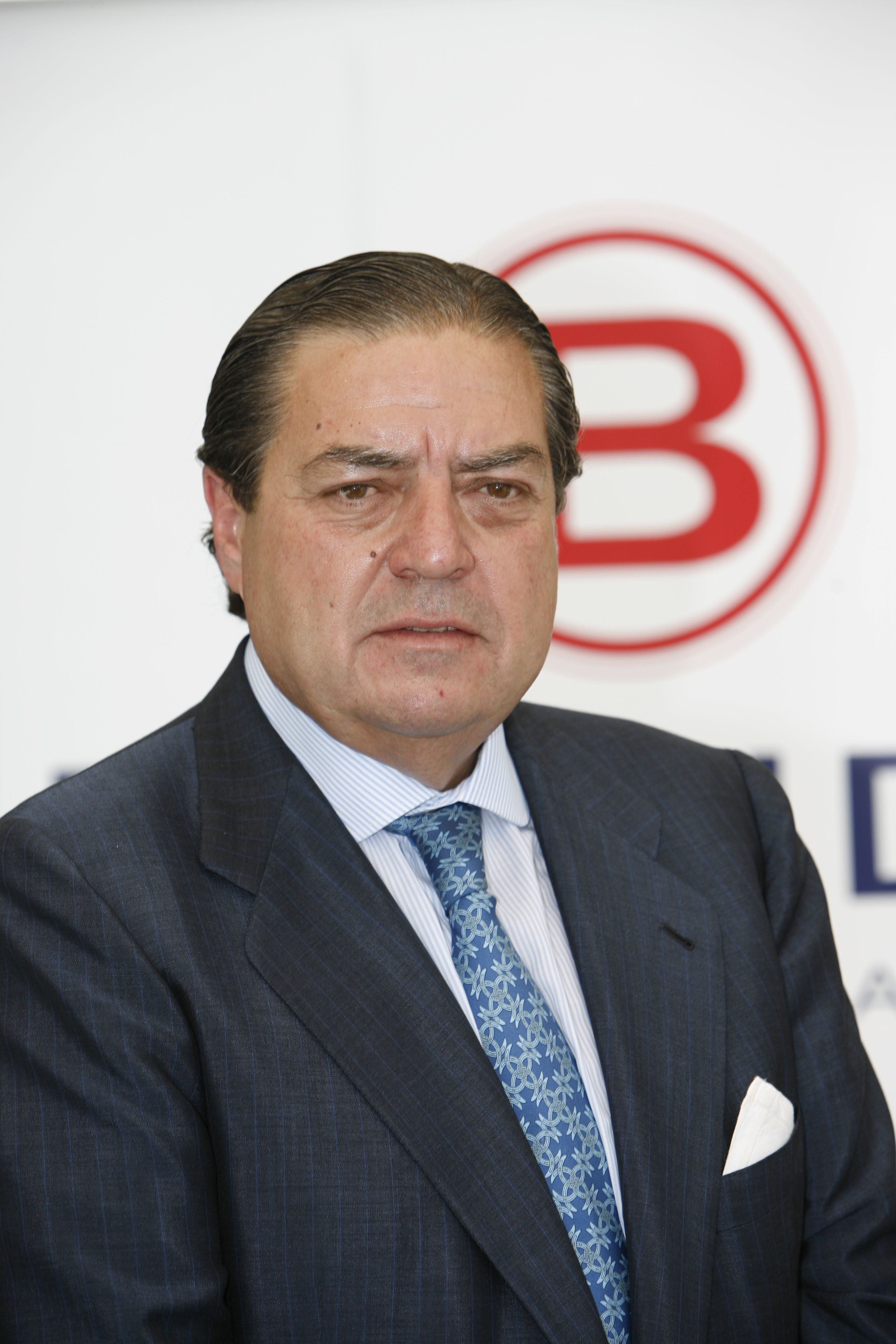
Vicente Boluda (2009)

Vicente Boluda Fos (ur. 31 marca 1955 w Walencji, Hiszpania) – od 16 stycznia do 1 czerwca 2009 był tymczasowym prezesem Realu Madryt, stanowisko przekazując Florentino Pérezowi.
19 grudnia 2006 roku został członkiem zarządu Realu Madryt, zasiadając na stanowisku wiceprezesa Realu Madryt. W wyniku rezygnacji dotychczasowego prezesa Ramóna Calderóna, 16 stycznia 2009 stał się tymczasowym prezesem klubu.
Boluda posiada dyplom prawa Hiszpańskiej Akademii Prawoznawstwa i Ustawodawstwa. Jest prezesem Narodowego Stowarzyszenia Armatorów Holowników, pierwszym wiceprezesem Izby Gospodarczej, Przemysłowej i Żeglugowej Walencji oraz wiceprezesem Hiszpańskiego Stowarzyszenia Właścicieli Statków.
31 stycznia 2009 podpisał umowę z Julienem Faubertem. West Ham United otrzymał 1,5 mln euro za półroczne wypożyczenie z opcją transferu definitywnego, z którego klub ze stolicy Hiszpanii ostatecznie nie skorzystał.